# Walter Hickel
Pour les articles homonymes, voir Hickel.
Walter Joseph « Wally » Hickel, né le 18 août 1919 à Ellinwood (Kansas) et mort le 7 mai 2010 à Anchorage (Alaska), est un homme politique américain. Membre du Parti républicain puis du Parti pour l'indépendance alaskaine, il est gouverneur de l'Alaska entre 1966 et 1969 puis entre 1990 et 1994, ainsi que secrétaire à l'Intérieur entre 1969 et 1970 dans l'administration du président Richard Nixon.

## Biographie

### Jeunesse et débuts en politique
Né dans le Kansas, il s'installe en Alaska en 1940 pour travailler dans l'immobilier.
En 1947, il monte une entreprise de construction florissante. Alors que plusieurs Républicains sont opposés à l'accession au statut d'État pour le territoire de l'Alaska, il se joint aux Démocrates dans leur appel à rejoindre l'Union à la fin des années 1940 - début des années 1950.
Usant de sa popularité montante au sein des Républicains de l'Alaska et de son poids politique grandissant à Washington, Hickel est en mesure d'aller dans la capitale fédérale, discuter avec les Républicains influents tant au Sénat que dans l'administration du président Eisenhower, au sujet du statut d'État pour l'Alaska. Il contribue ainsi à emporter le vote de Républicains hésitants en faveur de l'Alaska Statehood Act de 1958.

### Premier mandat de gouverneur
Il est élu second gouverneur d'Alaska en 1966, battant son rival démocrate et gouverneur sortant William Egan. Son mandat voit la découverte des champs de pétrole de Prudhoe Bay sur la côte nord du jeune État. Mais Hickel, républicain modéré et concerné par l'environnement, ne pousse pas pour une exploitation importante des champs découverts. Comme son prédécesseur, il cherche également à améliorer les relations avec les Amérindiens et Inuits d'Alaska, cherchant des accords sur leurs réclamations foncières.

### Secrétaire à l'Intérieur de Nixon
Après son élection à la présidence, Richard Nixon appela Hickel dans le cabinet présidentiel au poste de secrétaire à l'Intérieur. Il y démontre ses convictions environnementalistes, soutenant des lois du Congrès imposant des contraintes aux compagnies pétrolières opérant off-shore et demandant des garde-fous environnementaux à l'industrie pétrolière grandissante d'Alaska. Sa voix est quelquefois discordante avec les éléments plus conservateurs de l'administration. Cette voix « centriste » à l'intérieur de l'administration Nixon le conduisit à des confrontations avec le président.
En 1970, à la suite de la fusillade à la Kent State University par la Garde nationale de l'Ohio, Hickel écrit une lettre critiquant la politique de Nixon sur la guerre du Viêt Nam et lui demande urgemment de respecter plus les opinions des jeunes critiquant la guerre. Ce désaccord attire l'attention des médias américains et internationaux et, au jour de Thanskgiving de 1970, Hickel est appelé dans le Bureau ovale et questionné sur la lettre. Il quitte son poste peu après.

### Second mandat de gouverneur
En 1990, une primaire désigne la sénatrice Arliss Sturgulewski (en) (au Sénat de l'Alaska) comme candidate républicaine pour le poste de gouverneur d'Alaska, face au maire démocrate d'Anchorage Tony Knowles. Mais Sturgulewski est critiquée par de nombreux républicains pour ses positions sur l'avortement ou la peine de mort. Le président du Parti pour l'indépendance alaskaine (AIP en anglais), Joe Vogler saisit l'occasion pour offrir le « ticket » de candidature de son parti à Hickel et Jack Coghill. Bien que partageant des idées communes avec le Parti pour l'indépendance alaskaine dans le combat pour les restrictions sur l'usage des terres par l'environnementalisme fédéral, il ne soutient jamais le sécessionnisme prôné par l'AIP, ayant été au contraire un des acteurs historiques de l'intégration comme État de l'Alaska dans l'Union.
Il est néanmoins élu gouverneur sous l'étiquette de ce parti mais réintégre le Parti républicain à la fin de son mandat, en avril 1994.

## Source
- (en) Cet article est partiellement ou en totalité issu de l’article de Wikipédia en anglais intitulé « Walter Joseph Hickel » (voir la liste des auteurs).

1. ↑  Mark Thiessen, Ex-Interior Sec Walter Hickel dies at 90, 8 mai 2010